# Steef Hupkes
Steef Hupkes (Purmerend, 19 juni 1981) is een Nederlands acteur die vooral bekend is geworden met zijn rol in de jeugdserie SpangaS. Hierin vertolkt hij de rol van de homoseksuele leraar Jochem Damstra. Ook maakt hij met Martijn Hillenius, Henry van Loon, Niels van der Laan en Jeroen Woe deel uit van de zangformatie Stanley en de Menzo's, die onder meer in het voorprogramma van Acda en De Munnik stond. Daarnaast is hij de bedenker en regisseur van het sketch programma Welkom Thuis.

## Filmografie
- Goede tijden, slechte tijden - klasgenoot van Kim (1998)
- Bitches (2004, BNN)
- Wolf - Bram (2006, HUMAN)
- SpangaS - Jochem Damstra (2007-2022)
- SpangaS op Survival - Jochem Damstra (2009)
- De co-assistent - Ruud (2009)
- Op weg naar pakjesavond - Ricardo Santo (2015-2017)
- SpangaS in actie - Jochem Damstra (2015)